# Austro-ugarska odlikovanja
Ovo je popis redova, odlikovanja i medalja Austro-Ugarske.

## Viteški redovi
- Red zlatnog runa (Orden vom Goldenen Vlies)
- Vojnički red Marije Terezije (Militär-Maria-Theresien-Orden)
- Kraljevski ugarski red Svetog Stjepana (Königlich Ungarischer St. Stephans-Orden)[1]
- Red zvjezdanog križa (Hochadeliger Frauenzimmer-Sternkreuzorden)
- Austrijski carski Leopoldov red (Österreichisch-kaiserlicher Leopolds-Orden)
- Austrijski carski red željezne krune (Österreichisch-kaiserlicher Orden der Eisernen Krone)
- Austrijski carski Elizabetin red (Kaiserlich österreichischer Elisabeth-Orden)
- Carski austrijski red Franje Josipa (Kaiserlich-österreichischer Franz Joseph-Orden)[2]

## Odličja i medalje
Sljedeća odličja i medalje su navedene redoslijedom utvrđenim 1908.
- Križ za ratne zasluge (Militärverdienstkreuz)
- Dekoracija  Elizabetho-Terezijine vojne zaklade (Dekoration der Elisabeth Theresien-Militärstiftung)
- Medalja za vojne zasluge (Signum Laudis) (Militär-Verdienstmedaille
- Zaslužni križ za vojne kapelane (Das Geistliche Verdienstkreuz)
- Medalja hrabrosti (Tapferkeitsmedaille)
- Zaslužni križ (Verdienstkreuz)
- Elizabetina medalja (Elisabeth-Medaille)
- Vojna medalja 1873 (1873 Kriegsmedaille)
- Spomen medalja za kampanju 1864 u Danskoj (Erinnerungsmedaille Den Feldzug 1864 u Dänemark)
- Spomen medalje braniteljima Tirola 1848, 1859 i 1866 (Denkmünzen für die Messe Landesverteidiger 1848, 1859 i 1866)
- Časnički križ za dugotrajnu službu (Militärdienstzeichen  für Offiziere)
- Medalja za 40 godina vjerne službe (Ehrenmedaille  für 40jährige treue Dienste)[4][5][6][7]

- Dočasnički križ za dugotrajnu službu (Militärdienstzeichen  für Unteroffiziere)
- Jubilarna dvorska medalja (Jubiläumshofmedaille)
- Jubilarna medalja za oružane snage (Jubiläumserinnerungsmedaille für die bewaffnete Macht)
- Jubilarna medalja za civilne državne službenike (Jubiläumserinnerungsmedaille  für Zivilstaatsbedienstete)
- Jubilarni križ 1908 (1908 Jubiläumskreuz)
- Medalja za morsko putovanje 1892-1893 (Seereise-Denkmünze 1892-1893)
- Vatrogasna medalja (Feuerwehrmedaille)[8]

Medalje koje nisu uvrštene u poredak odlikovanja i priznanja iz 1908., već su kasnije osnovane. Poredak po godini osnivanja
- Vojni križa 1813/14 (Topovski križ) (Armeekreuz 1813/14 (Kanonenkreuz)) - 1814
- Mobilizacijski križ 1912/13 (Mobilisierungskreuz 1912/13) - 1913
- Dekoracija za službu Crvenom križu (Ehrenzeichen für Verdienste um das Rote Kreuz) - 1914
- Vojni križ za civilne zasluge (Kriegskreuz für Zivildienste) - 1915
- Karlov četni križ (Karl-Truppenkreuz) - 1916
- Ranjenička medalja (Verwundetenmedaille) - 1917
- Medalja za civilne zasluge (Zivilverdienstmedaille) - 1918

## Poveznice
- Odlikovanja
- Faleristika
- Austro-Ugarska
- Odlikovanja u Hrvatskoj
- Odlikovanja NDH
- Odlikovanja SFRJ
- Odlikovanja i priznanja Republike Hrvatske
- Dodatak:Popis nositelja Vojnog reda Marije Terezije rodom iz Hrvatske